# 서울창도초등학교
서울창도초등학교는 대한민국 서울특별시 도봉구 방학동에 있는 공립 초등학교이다.

## 학교 연혁
- 1982년 10월 7일 서울창도국민학교 개교(26학급 편성)
- 1995년 12월 26일 급식실 개관
- 1996년 3월 1일 서울창도초등학교로 개칭
- 2009년 4월 24일 육상부 창단
- 2010년 5월 12일 학습지원센터 개관
- 2011년 11월 7일 체육관(어울채) 개관
- 2012년 3월 10일 어울터(텃발) 조성
- 2012년 10월 19일 장애인 편의시설(승강기) 설치
- 2014년 7월 21일 창도햇빛장학금 수여(47명)
- 2017년 4월 25일 친환경 소재 우레탄 트랙 교체
- 2017년 8월 27일 도서실 환경개선(온돌마루 시공 및 서가 교체), 4층 교실 출입문 교체, 바닥개선공사, 본관 내외부 도장공사
- 2017년 8월 27일 급식실 가스 오븐기, 식판소독고 설치
- 2017년 10월 20일 교실 30개실 내부 친환경 도장공사
- 2017년 12월 12일 별관 옥상 방수공사, 운동장 스탠드 개선 공사
- 2018년 1월 30일 체육관 보일러, 무대조명, LED 교체
- 2018년 1월 30일 복도 창호 및 외부 창호 일부 교체
- 2018년 2월 28일 복도 창호 및 외부 창호 일부 교체, 운동장 배수로 덮개 설치
- 2018년 5월 2일 운동장 스탠드 앞 보도블럭 설치
- 2018년 6월 25일 CCTV 설치
- 2018년 8월 17일 별관동 내외부 도장공사
- 2020년 2월 12일 제36회 졸업식(174명)
- 2022년 10월 7일 개교 40주년

## 참고 자료
- 서울창도초등학교 - 한국교육학술정보원 학교알리미